# Dactylorhiza atlantica
Dactylorhiza atlantica là một loài thực vật có hoa trong họ Lan. Loài này được Kreutz & Vlaciha mô tả khoa học đầu tiên năm 2006.